# Muenster (Saskatchewan)
Muenster es un pueblo canadiense situado en la provincia de Saskatchewan.

## Superficie
Muenster tiene una superficie de 1,36 km².

## Demografía
En 2021, tenía 403 habitantes, una densidad poblacional de 295,5 hab./km², y 186 viviendas.